# Ich bin die Auferstehung und das Leben

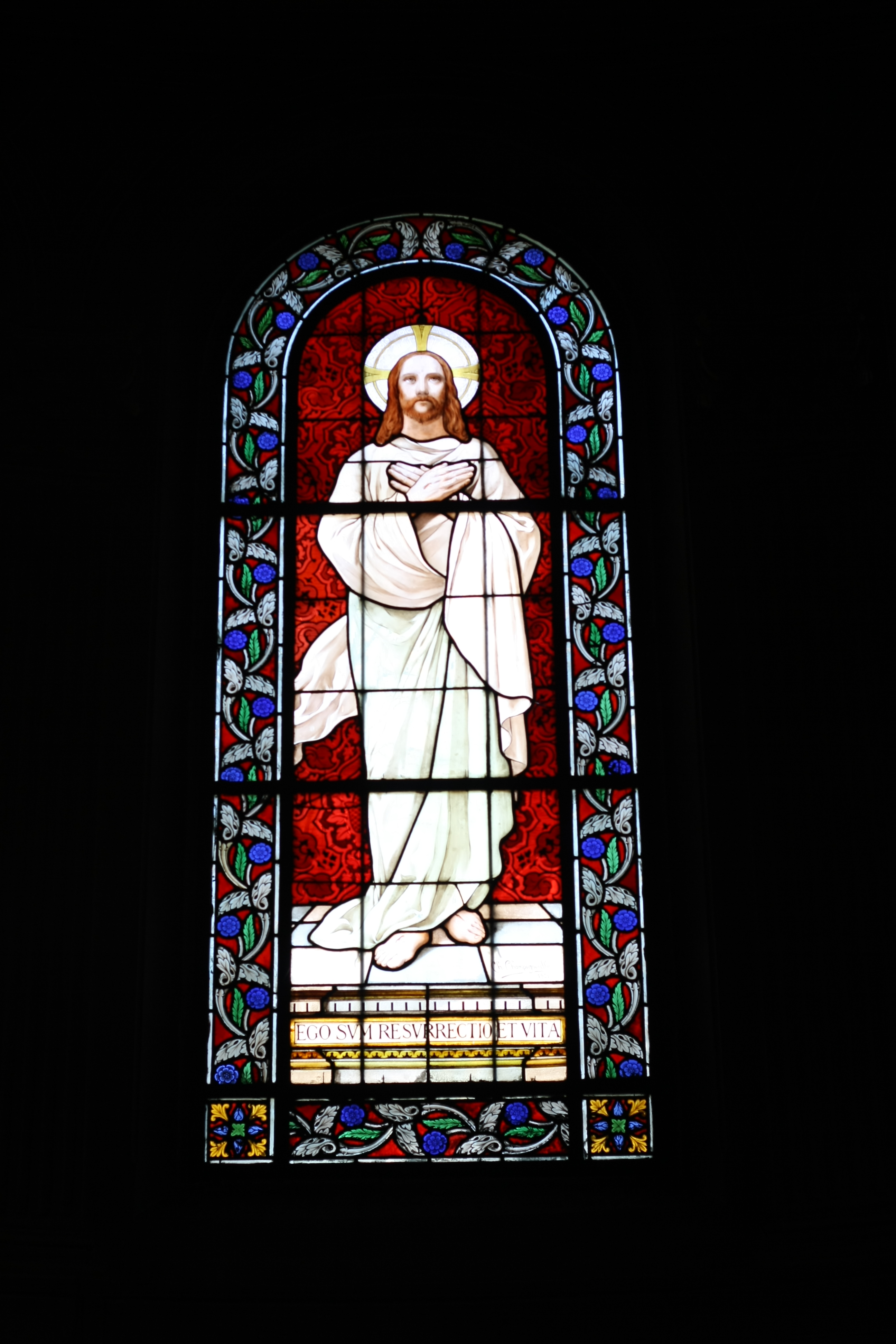
Glasfenster St-Jacques-St-Christophe de la Villette, Paris: Jesus, Inschrift: „EGO SUM RESURRECTIO ET VITA“

Die Worte Ich bin die Auferstehung und das Leben sind Teil einer Bildrede Jesu (Joh 11,25 ). Sie gehören zu einer Reihe von sieben „Ich bin“-Worten Jesu, die im Evangelium nach Johannes überliefert sind.

## Kontext und Inhalt
Die Bildrede ist als Teil des Berichts von der Auferweckung des Lazarus überliefert. Als Jesus nach Bethanien kam, wohin er wegen der Krankheit des Lazarus gerufen wurde, war Lazarus bereits seit vier Tagen tot. Seine Schwester Martha klagte deshalb Jesus gegenüber, dass er noch leben würde, wenn Jesus da gewesen wäre, bekannte allerdings auch ihren Glauben daran, dass Gott Jesus geben werde, worum der ihn bittet. Als Jesus ihr daraufhin versichert, dass Lazarus auferstehen werde, erwiderte Martha, dass sie sehr wohl wisse, dass er auferstehen werde bei der Auferstehung am Jüngsten Tag. Daraufhin sprach Jesus das „Ich bin“-Wort: 

„Ich bin die Auferstehung und das Leben. Wer an mich glaubt, der wird leben, auch wenn er stirbt; und wer da lebt und glaubt an mich, der wird nimmermehr sterben. Glaubst du das?“

Martha bestätigte daraufhin die Frage Jesu und dass er der Christus sei. In der Folge (Vers 28–44) erweckte Jesus Lazarus schließlich wieder zum Leben.

## Deutung
Durch dieses „Ich bin“-Wort zeigt Jesus, dass in seiner Person die Hoffnung auf die zukünftige Auferstehung der Toten, die die Pharisäer zu seiner Zeit beispielsweise ebenfalls hatten, erfüllt ist. Durch ihn wird sie jetzt schon für alle, die sich ihm im Glauben zuwenden, zugänglich und wirksam. Marthas Antwort stellt ein bedingungsloses Bekenntnis dazu dar, dass in Jesus Christus die Hoffnung des jüdischen Volks zur Erfüllung kommt. Durch die Offenbarung Jesu und den Inhalt des Bekenntnisses Marthas wird das Problem des physischen Todes des Lazarus faktisch aufgehoben und eine irdische Wiederherstellung der Verstorbenen im Grunde genommen unnötig. Trotzdem wird Jesus Lazarus (auch in dieser Welt) wiedererwecken und dadurch das Zeichen setzen.

## Rezeption
Heinrich Schütz komponierte die geistliche Musik Ich bin die Auferstehung und das Leben (SWV 324 und 464) und Dieterich Buxtehude die Kantate Ich bin die Auferstehung und das Leben (BuxWV 44).